# Стелла (фильм, 2008)
«Стелла» (фр. Stella) — французский фильм, вышедший на экраны в 2008 году. Время действия ленты — середина 70-х годов, для режиссёра и сценариста Сильви Верейд фильм является частично автобиографическим.

## Сюжет
Фильм показывает один учебный год из жизни девочки по имени Стелла. Она живёт в рабочем квартале Парижа, на верхнем этаже кафе, которое содержат её родители. Круг общения Стеллы — завсегдатаи кафе, пьяницы, игроки и скрытые педофилы. Случайно получив шанс учиться в престижном лицее, она решает во что бы то ни стало не упускать его, но сталкивается с серьёзными трудностями, ведь имея к своим одиннадцати годам незаурядные житейские и бытовые знания, к школьной программе Стелла оказывается абсолютно не готова.

## В ролях
| Актёр            | Роль        |
| ---------------- | ----------- |
| Леора Барбара    | Стелла      |
| Бенжамен Бьоле   | отец Стеллы |
| Кароль Роше      | мать Стеллы |
| Мелисса Родригес | Глэдис      |
| Гийом Депардьё   | Алан Бернар |
| Жанник Гравелин  | Бубу        |
| Тьерри Нёвик     | Ивон        |
| Жоан Либеро      | Луи         |
| Летисия Герар    | Женевьева   |

## Награды фильма
- 2006 — Grand Prix du meilleur scénariste — приз, вручаемый сценаристам до начала съёмок фильма ( Франция)
Приз жюри[2]
- 2008 — Гентский международный кинофестиваль ( Бельгия)
Приз за лучший сценарий
Поощрительная премия (специальное упоминание) для актрисы Кароль Роше[3]
- 2008 — Международный кинофестиваль в Хихоне ( Испания)
Победа в категории «Лучший сценарий»[4]